# 14-й меридіан західної довготи
14-й меридіан західної довготи — лінія довготи, що лежить на 14 градусів західніше Гринвіцького меридіана. Вона проходить від Північного полюса через Північний Льодовитий океан, Гренландію, Ісландію, Атлантичний океан, Африку, Південний океан та Антарктиду до Південного полюса.
14-й меридіан західної довготи формує велике коло разом із 166-тим меридіаном східної довготи.

## Список географічних об'єктів, що перетинає 14° зх. д.
Починаючи на Північному полюсі та рухаючись до Південного полюса, 14-й меридіан західної довготи проходить через:
| Координати                                                 | Країна, територія або море | Примітки                                                                                   |
| ---------------------------------------------------------- | -------------------------- | ------------------------------------------------------------------------------------------ |
| 90°0′ пн. ш. 14°0′ зх. д. / 90.000° пн. ш. 14.000° зх. д.  | Північний Льодовитий океан |                                                                                            |
| 81°48′ пн. ш. 14°0′ зх. д. / 81.800° пн. ш. 14.000° зх. д. | Гренландія                 |                                                                                            |
| 81°1′ пн. ш. 14°0′ зх. д. / 81.017° пн. ш. 14.000° зх. д.  | Атлантичний океан          | Гренландське море                                                                          |
| 65°36′ пн. ш. 14°0′ зх. д. / 65.600° пн. ш. 14.000° зх. д. | Ісландія                   |                                                                                            |
| 64°43′ пн. ш. 14°0′ зх. д. / 64.717° пн. ш. 14.000° зх. д. | Атлантичний океан          |                                                                                            |
| 28°43′ пн. ш. 14°0′ зх. д. / 28.717° пн. ш. 14.000° зх. д. | Іспанія                    | Проходить через острів Фуертевентура                                                       |
| 28°12′ пн. ш. 14°0′ зх. д. / 28.200° пн. ш. 14.000° зх. д. | Атлантичний океан          |                                                                                            |
| 26°28′ пн. ш. 14°0′ зх. д. / 26.467° пн. ш. 14.000° зх. д. | Західна Сахара             | Претендує Марокко та Сахарська Арабська Демократична Республіка                            |
| 21°20′ пн. ш. 14°0′ зх. д. / 21.333° пн. ш. 14.000° зх. д. | Мавританія                 |                                                                                            |
| 16°21′ пн. ш. 14°0′ зх. д. / 16.350° пн. ш. 14.000° зх. д. | Сенегал                    |                                                                                            |
| 13°33′ пн. ш. 14°0′ зх. д. / 13.550° пн. ш. 14.000° зх. д. | Гамбія                     |                                                                                            |
| 13°17′ пн. ш. 14°0′ зх. д. / 13.283° пн. ш. 14.000° зх. д. | Сенегал                    |                                                                                            |
| 12°40′ пн. ш. 14°0′ зх. д. / 12.667° пн. ш. 14.000° зх. д. | Гвінея-Бісау               |                                                                                            |
| 11°39′ пн. ш. 14°0′ зх. д. / 11.650° пн. ш. 14.000° зх. д. | Гвінея                     |                                                                                            |
| 9°59′ пн. ш. 14°0′ зх. д. / 9.983° пн. ш. 14.000° зх. д.   | Атлантичний океан          | Проходить східніше острова Вознесіння, Острови Святої Єлени, Вознесіння і Тристан-да-Кунья |
| 60°0′ пд. ш. 14°0′ зх. д. / 60.000° пд. ш. 14.000° зх. д.  | Південний океан            |                                                                                            |
| 71°57′ пд. ш. 14°0′ зх. д. / 71.950° пд. ш. 14.000° зх. д. | Антарктида                 | Проходить через Землю Королеви Мод (претендує Норвегія)                                    |